# Calcio Padova

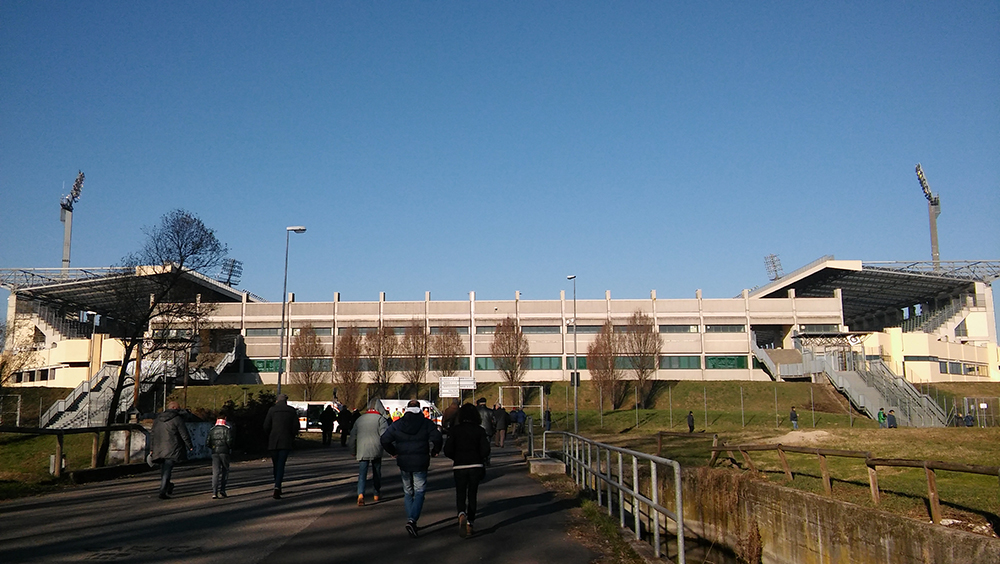
Außenansicht des Stadio Euganeo

Calcio Padova ist ein 1910 gegründeter italienischer Fußballverein aus Padua, einer Stadt aus der Region Venetien.

## Geschichte

### Anfänge
Die fußballbegeisterten Menschen in Padua, italienisch Padova, machten sich im Januar 1910 auf, einen in ihrem Heimatort ansässigen Fußballclub zu gründen. Zunächst wählten sie die Vereinsfarben auf Rot und Weiß, was auch heute noch das typische Aussehen der Trikots von Padova Calcio darstellt. Nach Genehmigung dieser Satzung wurde von den rund 50 Mitgliedern des Vereins die Direktion, also das Management festgelegt. Erster Präsident von Padova Calcio wurde Giorgio Treves de' Bonfili, der dieses Amt jedoch nur ein Jahr innehatte, ehe er durch Michele Maluta ersetzt wurde. Giorgio Treves de'Bonfili füllte während seiner Amtszeit als Präsident ebenfalls das Amt des Trainers aus. Am 20. Februar 1910 endete das erste Spiel von Padova Calcio, ein Freundschaftsspiel gegen Hellas Verona, mit einem torlosen Unentschieden. Erstmals am Ligabetrieb nahm der Verein in der Saison 1912/13 teil. Nach zwei Jahren in der zweiten Liga stieg Padova 1914 in die erste italienische Liga, damals noch Prima Categoria genannt, auf. In der ersten Saison dort schaffte man in der Staffel Norditalien einen guten vierten Platz hinter Vicenza Calcio, Hellas Verona und dem SSC Venedig. In dieser Zeit spielte der junge Stürmer Silvio Appiani in Padova, der in der Saison 1913/14 in 14 Spielen 17 Tore erzielte. Appiani starb im Ersten Weltkrieg. Das 1923 in Padova erbaute Stadio Silvio Appiani, was 24 000 Menschen Platz bot und im Jahre 1994 durch das Stadio Euganeo ersetzt wurde, wurde nach ihm benannt. Bis 1923 spielte das Team im Stadium nebenan, heute Velodromo Giovanni Monti.

### Weltmeister und Olympiasieger in Padua
Im Jahre 1931 wurde der Ingenieur Ferruccio Hellmann Präsident von Padova Calcio. Er versuchte, durch den Einkauf von jungen Spielern einen dauerhaften Erfolg für den Verein herbeizuführen. Gleich in seinem ersten Jahr als Präsident gelang ihm die Verpflichtung von Alfredo Foni von Lazio Rom. Foni sollte später Weltmeister 1938 und Olympiasieger 1936 werden. Nach drei Jahren in Padua wechselte er weiter zum Starensemble von Juventus Turin. Ein weiterer Star in den Reihen Padovas war Aldo Olivieri, der Weltmeistertorhüter von 1938. Er war von 1933 bis 1934 bei Padova Calcio unter Vertrag, ehe er den Verein in Richtung AS Lucchese Libertas verließ. Während der faschistischen Diktatur unter „Duce“ Benito Mussolini spielte ebenfalls in Padua Mario Perazzolo, ein weiterer Weltmeister von 1938, der seine ersten Erfahrungen im Profigeschäft bei Padova Calcio machte. Perazzolo spielte 1928–1933 bei Padova, ging dann zum AC Florenz und wurde schließlich 1938 im Dress der Squadra Azzurra Weltmeister.
Doch trotz dieser Starspieler, zu denen auch der WM-Torschützenkönig von 1938, Gino Colaussi, der seine Karriere 1946 bis 1948 in Padua ausklingen ließ, zählte, vermochte es Padova Calcio in dieser Zeit nicht, in der Serie A oben mitzuspielen. Nachdem man in der Saison 1931/32 in die erst wenige Jahre alte Serie A aufgestiegen war, folgte nach zwei Spielzeiten gleich wieder der Abstieg. Nach weiteren zwei Jahren erfolgte sogar der Abstieg aus der Serie B in die Serie C1, wo man jedoch schon in der ersten Saison wieder aufstieg. Erst 1948 gelang wieder der Aufstieg in die Serie A.

### Die Ära Nereo Rocco
Anno 1954 wurde der ehemalige Fußballspieler Nereo Rocco, der während seiner aktiven Karriere neben dem SSC Neapel und US Triestina auch bei Padova Calcio gespielt hatte, Präsident des Klubs. Nur ein Jahr nach seinem Amtsantritt gelang Padova der erneute Sprung in die erste italienische Spielklasse. Dort schaffte die Mannschaft trotz anfänglicher Schwierigkeiten völlig überraschend den Klassenerhalt als Tabellenachter, während Novara Calcio und Pro Patria Calcio den Gang in die Zweitklassigkeit antreten mussten. Eine Saison später wurde man Elfter. Während seiner gesamten Amtszeit in Padua setzte Nereo Rocco vor allem auf defensiven Fußball, was aber nicht heißt, das ständig 0:0 gespielt wurde, sondern dass man aus einer sicheren Defensive heraus die eigenen Angriffe aufbauen wollte. Nereo Rocco blieb schließlich bis 1961 bei Padova Calcio. In dieser Zeit hielt der Klub konstant die Klasse. Nach dem Weggang Roccos zum AC Mailand stieg man jedoch sofort in die Serie B ab. Von diesem Abstieg sollte sich die Mannschaft mehr als 30 Jahre nicht erholen.

### Zweit- und Drittklassigkeit
Seit dem Abstieg aus der Serie A in der Saison 1961/62 ging es für Padova Calcio zunächst nur noch bergab. Die Platzierungen in der Serie B wurden von Jahr zu Jahr schlechter und schließlich folgte 1969 der Abstieg in die Serie C1. Zuvor schaffte man in der Spielzeit 1966/67 den Sprung ins Finale der Coppa Italia, wo man sich aber dem AC Mailand – mit dem Präsidenten Nereo Rocco – geschlagen geben musste. Zuvor setzte sich Padova sogar gegen den Grande Inter um Weltstars wie Sandro Mazzola, Giacinto Facchetti oder Luis Suárez durch. In der Liga stieg Padova 1979 in die damalige vierte italienische Liga, die Serie C2, später Lega Pro Seconda Divisione genannt, ab. Nach zwei Jahren gelang hier der Wiederaufstieg in die Serie C1 und wiederum zwei Jahre später die Rückkehr in die Serie B. Nach vielen Jahren in der Serie B stieg Padova Calcio in der Saison 1993/94 nach 33 Jahren wieder in die Serie A auf. Im ersten Jahr schaffte das Team den Klassenerhalt, doch in der Saison 1995/96 ging es wieder abwärts in die Serie B. Seitdem wechselt sich in Padova Zweit- und Drittklassigkeit ab. In der Saison 2008/09 stieg Padova wieder in die Serie B auf und musste in Play-outs gegen den Abstieg gegen den US Triestina antreten. Dort schaffte Padua nach einem 0:0 im Hinspiel ein 3:0 in Triest und hielt damit die Klasse. In der Saison 2010/11 spielte der Verein besser mit und verpasste im Finale der Play-offs gegen Novara Calcio den Aufstieg in die Serie A.

### Neuanfang in der vierten Klasse
Die Mannschaft hielt sich bis zur Saison 2013/2014 in der Serie B. Trotz dreier Trainerwechsel konnte der Abwärtstrend nicht gestoppt werden, und der Abstieg war besiegelt. Die Saison 2014/2015 hätte Padova in der neu formierten Lega Pro bestreiten sollen. Die Einschreibung wurde aber nicht akzeptiert, und zunächst schien sich der Verein nur mehr auf die Jugendarbeit zu konzentrieren. Dann wurde beschlossen, einen neuen Verein unter dem Namen „Biancoscudati Padova“ zu gründen. Dieser würde in der Serie D, der höchsten italienischen Amateurliga, starten.

## Statistiken

### Sportliche Erfolge
- Serie A
  - Dritter: 1958
- Coppa Italia
  - Finalist: 1967

### Bekannte Spieler
- Demetrio Albertini
- Nicola Amoruso
- Giuseppe Baldo
- David Balleri
- Simone Barone
- Antonio Benarrivo
- Alessandro Bianchi
- Alberto Bigon
- Ivano Blason
- Sergio Brighenti
- Giancarlo Camolese
- Gino Cappello
- Giuseppe Casari
- Stefano Fiore
- Annibale Frossi
- Giuseppe Galderisi
- Kurt Hamrin
- Vincenzo Iaquinta
- Michel Kreek
- Alexi Lalas
- Martin Lejsal
- Angelo Di Livio
- Cristiano Lucarelli
- Marcos Ariel de Paula
- Giacomo Mari
- Guido Masetti
- Aurelio Milani
- Zlatan Muslimović
- Bruno Nicolè
- Aldo Olivieri
- Bogdan Pătrașcu
- Piero Pastore
- Marino Perani
- Mario Perazzolo
- Alessandro Del Piero
- Stefano Pioli
- Sergio Porrini
- Luigi Radice
- Humberto Rosa
- Andrea Soncin
- Giorgio Stivanello
- Leonard van Utrecht
- Giancarlo Vitali
- Goran Vlaović
- Walter Zenga
- Roberto De Zerbi

### Ehemalige Trainer
- Lajos Czeizler
- Giovanni Ferrari
- Béla Guttmann
- Lajos Kovács
- Andrea Mandorlini
- Giacomo Mari
- Giuseppe Materazzi
- Bortolo Mutti
- Pietro Pasinati
- Marino Perani
- Mario Perazzolo
- Giuseppe Pillon
- Gino Pivatelli
- Pietro Rava
- Nereo Rocco
- Humberto Rosa
- Mauro Sandreani
- Pietro Serantoni
- Michele Serena
- Frank Soo
- Renzo Ulivieri
- Attilio Tesser
- Mario Varglien